# Antoine Deparcieux (1753-1799)
Antoine Deparcieux (1753 – Parigi, 1799) è stato un matematico francese.

Traité des annuités, 1781 (Fondazione Mansutti, Milano).

Pronipote dell'omonimo Antoine Deparcieux, pubblicò nel 1871 a Parigi il libro Traité des annuités, descrivendo i vantaggi delle annualità temporanee rispetto a quelle vitalizie per le assicurazioni. L'opera si compone di tre parti differenti: un'introduzione, una trattazione sulle rendite e un saggio sui prestiti, a cui si aggiunge una tavola per il calcolo degli interessi, tra lo 0,25% e il 30%. Nello stesso anno furono edite altre due edizioni, una dell'editore parigino Barrois e una pubblicata in versione ridotta dallo stesso autore.